# Zlatko Jenko
Zlatko Jenko, slovenski veterinar, ekonomist in politik, * 27. september 1957.
Med letoma 2002 in 2007 je bil član Državnega sveta Republike Slovenije.